# Morde von Cheshire

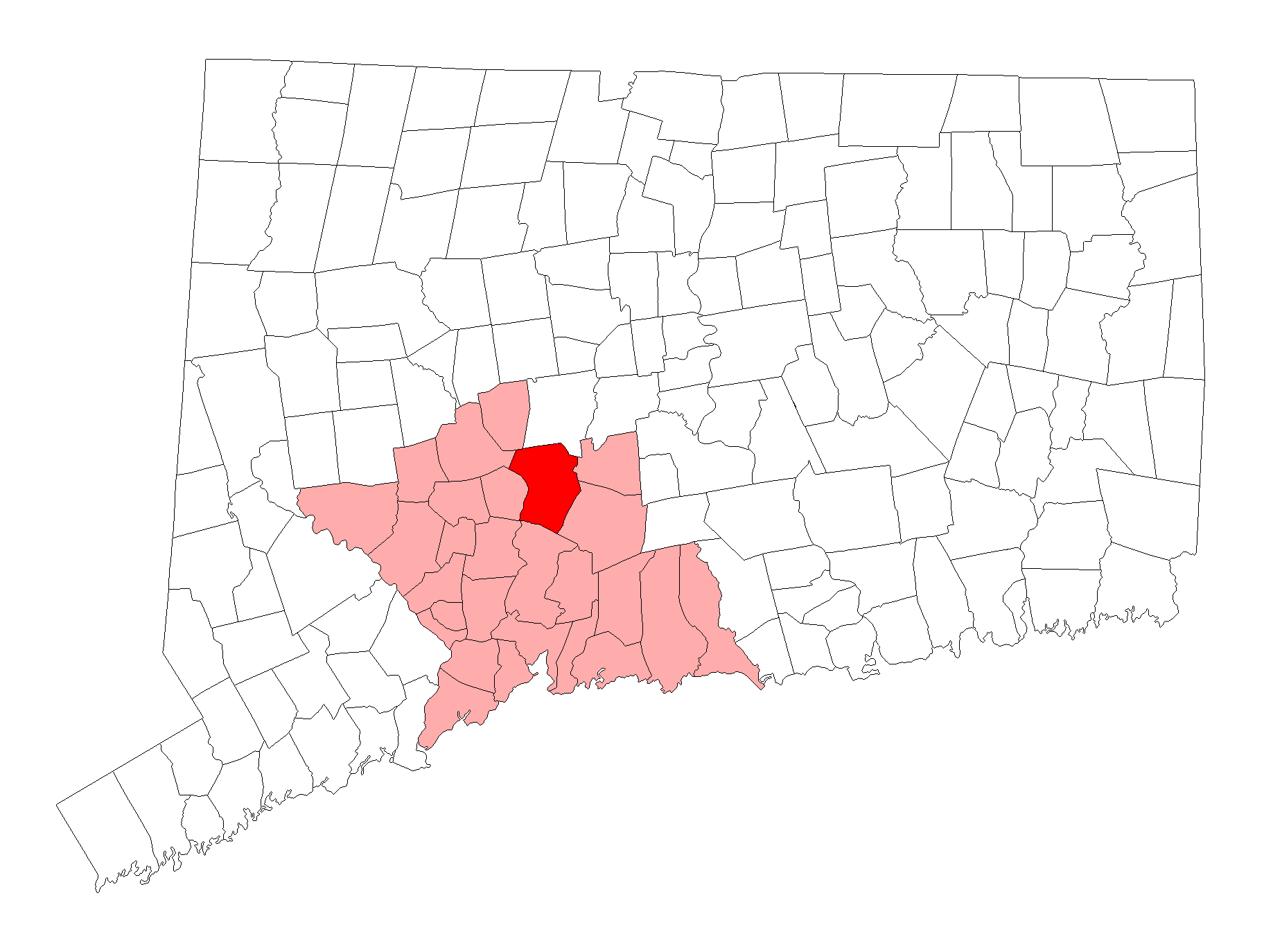
Cheshire, CT

Die Morde von Cheshire im US-Bundesstaat Connecticut waren ein Verbrechen, das sich in den Vereinigten Staaten im Juli 2007 ereignete und landesweit für Aufsehen sorgte. Die beiden Einbrecher, Steven Hayes und Joshua Komisarjevsky, töteten nach einem Einbruch mit Geiselnahme drei Mitglieder der vierköpfigen Familie Petit. Lediglich der Vater, ein Facharzt für Endokrinologie, konnte gerettet werden. Die Geiselnahme dauerte sieben Stunden.

## Vorgeschichte
Steven Hayes und Joshua Komisarjevsky, die sich aus dem Gefängnis kannten, planten gemeinsam den Einbruch. Am Vormittag des 22. Juli 2007 besuchte Jennifer Petit mit ihrer Tochter Michaela den Super Stop & Shop Supermarket. Die beiden von Hayes und Komisarjevsky angeblich als „zufällig“ herausgesuchten Frauen wurden von ihnen auf dem Nachhauseweg mit dem Plan verfolgt, im Laufe der kommenden Nacht in deren Haus einzubrechen.

## Die Tat
In den frühen Morgenstunden des 23. Juli 2007 sahen die beiden mit Gesichtsmasken vermummten Einbrecher durch das Terrassenfenster den auf dem Sofa schlafenden William „Bill“ Petit. Komisarjevsky verschaffte sich durch eine nicht abgeschlossene Kellertür Zutritt zum Haus. Mit einem dabei gefundenen Aluminium-Baseballschläger schlug er mehrfach auf den Kopf des schlafenden Familienvaters ein. Das schwer verletzte und stark benommene Opfer wurde dann in den Keller geschleppt und an einen Holzpfosten gefesselt.
Danach gingen die beiden Täter in das obere Stockwerk, wo die Mutter und die beiden Töchter ebenfalls an ihren jeweiligen Betten gefesselt wurden. Bei der Suche nach Geld und Wertsachen fanden die Täter lediglich eine kleine Menge Bargeld. Auf einem Kontoauszug der Bank of America sahen sie, dass Jennifer Petit bis zu einem Limit von 15.000 US-Dollar Geld abheben konnte. Hayes fuhr anschließend zu einer Tankstelle und füllte zwei Kanister mit Benzin. Hierbei wurde er von der Überwachungskamera der Tankstelle gefilmt. Später im Prozess wurde diese Aufzeichnung benutzt, um Hayes des vorsätzlichen Mordes zu belasten.
Als Hayes wieder zum Haus der Petits zurückkam, entlud er die Kanister und fuhr mit Jennifer Petit zur Bank, damit diese 15.000 Dollar als Lösegeld abheben sollte, während Joshua Komisarjevsky auf die restlichen Familienmitglieder aufpasste.
Ohne Papiere und Ausweise, die einer der Täter ihr zuvor abgenommen hatte, versuchte Jennifer Petit die Bankangestellte davon zu überzeugen, dass sie das Geld als Lösegeld brauche, um ihre Familie, die von zwei Verbrechern als Geiseln gehalten wurden, zu befreien. Die Mitarbeiterin zog ihre Vorgesetzte hinzu, die sich dann ebenfalls die Schilderung von Jennifer Petit anhörte. Diese Szene wurde ebenfalls von der Überwachungskamera der Bank festgehalten. Die Vorgesetzte ging danach in ihr Büro zurück, verbarg sich mit dem Telefon unter dem Schreibtisch und rief die Notrufnummer 911. Jennifer Petit verließ daraufhin die Bank mit dem Geld und wurde von Hayes zum Haus zurückgefahren.
Die kurze Zeit später bei der Bank eintreffende Polizei gewann aus den Aussagen der Bankmitarbeiter den Eindruck, dass die Täter nicht vorrangig gewalttätig waren, sondern dass es ihnen nur um das Lösegeld ginge. Aufgrund dieser ersten Einschätzung sperrte die Polizei lediglich den Bereich um das Haus weiträumig ab und verzichtete auf eine schnelle Kontaktaufnahme mit den Tätern.
Währenddessen eskalierte die Situation im Haus. Als Hayes mit Jennifer Petit wieder am Tatort des Geschehens zurück war, berichtete ihm Komisarjevsky, dass er die 11-jährige Michaela vergewaltigt und dieses mit der Kamera seines Mobiltelefons aufgezeichnet habe. Anschließend drängte Komisarjevsky Hayes dazu, auch eine Vergewaltigung an Jennifer Petit zu begehen. Während Hayes im Wohnzimmer die Mutter vergewaltigte, stürzte Komisarjevsky herein und berichtete, dass William Petit, der im Keller gefesselt war, geflohen sei. Bill schaffte es zum Nachbarn, der die Polizei verständigte. Nach Aussage des Nachbarn war Bill so schwer am Kopf verletzt, dass er ihn im ersten Moment gar nicht erkannt hatte.
Hayes erdrosselte Jennifer Petit, überschüttete die Leiche und weitere Teile des Hauses mit dem Benzin der beiden zuvor an der Tankstelle gefüllten Kanister und legte anschließend Feuer, obwohl die beiden Geschwister Michaela und die 17-jährige Hayley noch lebend an ihre Betten gefesselt waren. Die beiden Täter flüchteten daraufhin mit dem Wagen der Familie, wurden jedoch von Polizeibeamten wenige Minuten später gestellt und verhaftet, da die Beamten mittlerweile schon verschiedene Straßen mit den Einsatzwagen gesperrt hatten. Hayes gestand nach kurzer Zeit und bekannte sich zur Tat.

## Strafverfahren und Nachwirkung
Im Laufe der Befragungen beschuldigte jeder der beiden den anderen als Anstifter der geplanten Tat. Joshua Komisarjevsky ging sogar so weit, William Petit eine Mitschuld am tödlichen Ausgang des Verbrechens zuzuweisen.
Steven Hayes (* 1963) wurde am 8. November 2010 zum Tode verurteilt. Nach fünftägiger Beratung gaben die Geschworenen am 9. Dezember 2011 die Entscheidung bekannt, gegen Joshua Komisarjevsky (* 1980), Adoptivsohn des Sohnes des russischen Theaterdirektors Theodore Komisarjevsky, die Todesstrafe auszusprechen. Der Fall und das lang andauernde Gerichtsverfahren sorgten für politische Kontroversen, Gesetzesänderungen und das Scheitern eines Vorstoßes zur Abschaffung der Todesstrafe. Nachdem der Oberste Gerichtshof des Bundesstaats Connecticut die Todesstrafe 2015 abgeschafft hatte, wurden die Strafen für beide Täter 2016 zu mehrfachen lebenslangen Freiheitsstrafen abgewandelt.
Der überlebende Familienvater engagiert sich seitdem öffentlich als Opfervertreter. Er ist seit 2013 Abgeordneter im Repräsentantenhaus von Connecticut für die Republikanische Partei und bewirbt sich voraussichtlich für die Wahl zum Repräsentantenhaus der Vereinigten Staaten 2018 um den fünften Kongresswahlbezirk des Bundesstaates, den bisher die Demokratin Elizabeth Esty vertreten hat.